# Henrik Heltberg

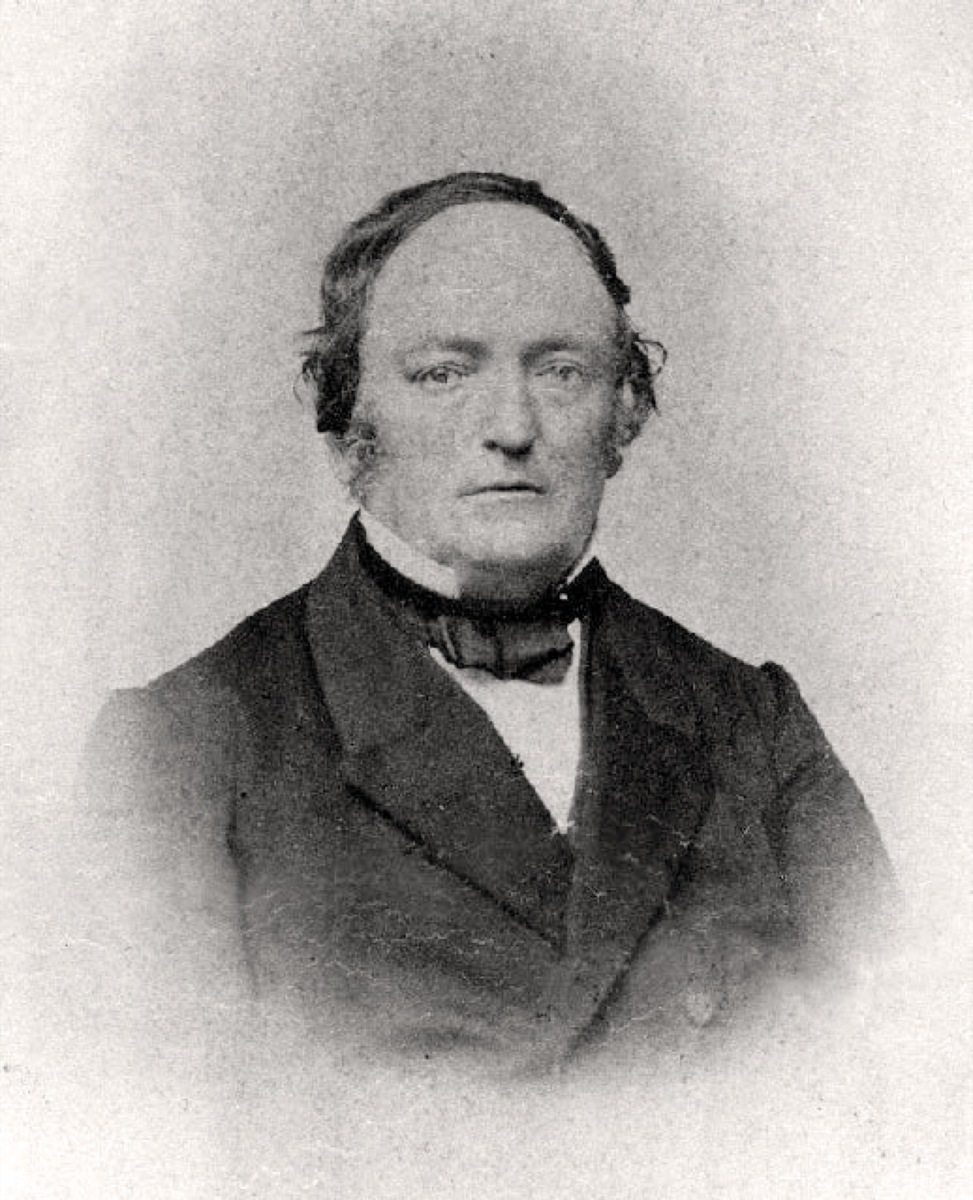
Henrik Heltberg

Henrik Anton Heltberg (ur. 4 lutego 1806 w Støren, zm. 2 marca 1873 w Christianii) – norweski pedagog.
Był zdecydowanym zwolennikiem poglądów Henrika Wergelanda, orędownika wolności i demokracji. W roku 1846 założył dwuletnią szkołę (od roku 1853 – trzyletnią), w której pomagał młodym ludziom, mającym z różnych względów problemy edukacyjne, przygotować się do egzaminów wstępnych na studia. Szkoła, zwana „fabryką studentów”, szybko zdobyła duży rozgłos. Uczęszczali do niej między innymi Henrik Ibsen, Jonas Lie, Aasmund Olavsson Vinje oraz Bjørnstjerne Bjørnson, który upamiętnił swojego nauczyciela i szkolnych kolegów w wierszu Gamle Heltberg (Stary Heltberg).